# Austrodecus enzoi
Austrodecus enzoi là một loài nhện biển trong họ Austrodecidae. Loài này thuộc chi Austrodecus. Austrodecus enzoi được miêu tả khoa học năm 1971 bởi Clark.